# Greve Kirke
Greve Kirke ligger i Greve Sogn i Greve Kommune.

## Historie
Tekst mangler, hjælp os med at skrive teksten

## Kirkebygningen
- Set fra nord
- Tårn

## Interiør
Tekst mangler, hjælp os med at skrive teksten

## Gravminder
- Mindesten på siden af kirken
- Gravsten i Våbenhusets gulv (Oluf Nielsen født i Venstrup 1578 og død 28.august 1653 og Anna Olufsdatter født i Karslunde 1585 og død 12.marts 1653) [1]

## Eksterne kilder og henvisninger
- Greve Kirke hos KortTilKirken.dk
- Greve Kirke hos danmarkskirker.natmus.dk (Danmarks Kirker, Nationalmuseet)
- Gravsten ved Greve Kirke